# Orator
Orator, inaczej retor (z gr. rhetor, łac. orator) – mówca, który opanował sztukę retoryki, potrafi przemawiać publicznie i przekonywać słuchaczy do swoich racji.
W kulturze starożytnej Grecji i Rzymu nazwy rhetor, orator odnosiły się m.in. do mówcy na zgromadzeniu, polityka, nauczyciela wymowy. Od mówcy wymagano nie tylko doskonałej wymowy, lecz także intelektu, wiedzy filozoficznej i właściwej postawy moralnej. Upowszechniła się formuła Katona Starszego: Orator est vir bonus, dicendi peritus (Mówca to człowiek prawy, biegły w mówieniu). Liczne podręczniki retoryki proponowały wskazówki i ćwiczenia, dzięki którym mówca mógł doskonalić umiejętność przemawiania. Wysokie wymagania wiązały się z faktem, że kultura grecko-rzymska była kulturą żywego słowa, a wygłoszona mowa mogła zadecydować o sukcesie politycznym lub sądowym.
Słynni mówcy starożytni:
Gorgiasz, Perykles, Demostenes i Izokrates (przedstawiciele attycyzmu), Cyceron, Kato Starszy, Kwintylian.
Słynni mówcy czasów nowożytnych to m.in.: Abraham Lincoln, Winston Churchill, Adolf Hitler, Benito Mussolini, Charles de Gaulle, John F. Kennedy, Martin Luther King, Malcolm X, Ronald Reagan, Fidel Castro, Bill Clinton.
Do słynnych Polaków w tej dziedzinie należy zaliczyć m.in. Jana Zamoyskiego.
Kobiety, które zasłynęły umiejętnościami krasomówczymi, to m.in. Maria W. Stewart (1803-1879), Sojourner Truth (1797-1883).